# Roméo Lavia
Roméo Lavia (Bruxelas, 6 de janeiro de 2004) é um futebolista profissional belga que atua como volante. Atualmente joga no Chelsea  e pela Seleção Belga.

## Carreira

### Anderlecht
Lavia é um produto da formação do clube belga Anderlecht, tendo integrado o seu centro de treinos em Neerpede, perto de Bruxelas, desde os seus 8 anos de idade.
Num torneio internacional juvenil local para jogadores menores de 15 anos, Lavia despertou a atenção de Pep Guardiola. O treinador espanhol encontrava-se presente a convite de Kevin De Bruyne, seu jogador no Manchester City e co-organizador do torneio, intitulado KDB Cup em sua homenagem.

### Manchester City
No verão de 2020, com 16 anos, Lavia trocou o Anderlecht pelo Manchester City, assinando o seu primeiro contrato profissional pelos Citizens. Inicialmente integrou a equipa Sub-18, onde rapidamente se destacou. Em novembro, após apenas 11 jogos, Roméo tinha já sido promovido aos Sub-23. Em abril de 2021, integrando o Elite Development Squad do Manchester City, Lavia conquistou a Premier League 2 e foi eleito Melhor Jogador da Temporada.
A partir do verão de 2021, Lavia começou a treinar com a equipa principal do Manchester City. Roméo foi um dos inscritos pelos Citizens para a Liga dos Campeões 2021–22. A 21 de setembro de 2021, com 17 anos, Roméo estreou-se pela equipa principal, na 3ª ronda da Taça da Liga Inglesa 2021–22, contra o Wycombe Wanderers; o belga recebeu um cartão amarelo, numa vitória por 6–1 do Manchester City.

### Southampton
A 6 de julho de 2022, Lavia transferiu-se para o Southampton, assinando um contrato de 5 anos pelos Saints. A 6 de agosto, estreou-se pelo clube, numa derrota por 4–1 no terreno do Tottenham Hotspur. A 30 de agosto, marcou o seu primeiro golo, numa vitória por 2–1 sobre o Chelsea, tornando-se o primeiro jogador nascido em 2004 a marcar na Premier League.
Lavia terminou sua única temporada com 34 jogos na temporada passada, mas não conseguiu impedir que o Saints fosse rebaixado da Premier League.

### Chelsea
Em 15 de agosto de 2023, o Chelsea acertou uma taxa de £ 53 milhões mais £ 5 milhões em complementos a contratação de Romeo Lavia, do Southampton.

## Carreira Internacional
Nascida na Bélgica, Lavia tem ascendência ganesa. Em 2019, fez um jogo pela Bélgica Sub-15 e outro pela Bélgica Sub-16, marcando 1 golo neste último.
A 17 de março de 2023, Lavia foi pela primeira vez convocado para a Seleção principal da Bélgica pelo selecionador Domenico Tedesco, para um jogo de qualificação para o Euro 2024 contra a Suécia e um amigável contra a Alemanha.

## Estilo de Jogo
Lavia é médio-defensivo. Como inspirações refere Sergio Busquets, do Barcelona, e Fernandinho, seu ex-colega de equipa no Manchester City. Destacou-se pela sua capacidade de recuperação de bola, pressionando o adversário intensamente graças a uma combinação de inteligência, tenacidade e velocidade e pelos seus passes em profundidade.

## Estatísticas de Carreira

### Clube
- Atualizado até 28 de maio de 2023

| Clube             | Temporada         | Campeonato        | Campeonato | Campeonato | FA Cup | FA Cup | EFL Cup | EFL Cup | Competições Europeias | Competições Europeias | Total | Total |
| Clube             | Temporada         | Divisão           | Jogos      | Golos      | Jogos  | Golos  | Jogos   | Golos   | Jogos                 | Golos                 | Jogos | Golos |
| ----------------- | ----------------- | ----------------- | ---------- | ---------- | ------ | ------ | ------- | ------- | --------------------- | --------------------- | ----- | ----- |
| Manchester City   | 2021–22           | Premier League    | 0          | 0          | 1      | 0      | 1       | 0       | 0                     | 0                     | 2     | 0     |
| Southampton       | 2022–23           | Premier League    | 29         | 1          | 2      | 0      | 3       | 0       | —                     | —                     | 34    | 1     |
| Total de Carreira | Total de Carreira | Total de Carreira | 29         | 1          | 3      | 0      | 4       | 0       | 0                     | 0                     | 35    | 1     |

## Títulos
Manchester City Sub-23
- Professional Development League: 2020–21

Chelsea
- Mundial de Clubes FIFA: 2025[14]